# Nicolas Müller
Pour les articles homonymes, voir Nicolas Muller (homonymie) et Muller.
Nicolas Müller, né le 24 août 1989 à Winterthour, est un joueur professionnel de squash représentant la Suisse. Il atteint le 13e rang mondial en novembre 2022, son meilleur classement. Il est champion de Suisse sans interruption de 2007 à 2020.

## Biographie
Nicolas Müller commence le squash à l'âge de cinq ans avec ses parents eux-mêmes joueurs de squash et participe à ses premiers championnats du monde junior à l'âge de 14 ans.
Nicolas Müller est champion d'Europe junior en 2007. Il est le premier et le seul joueur suisse à intégrer le top 20 en 2012.
Il remporte la plus belle victoire de sa carrière lors du Tournament of Champions 2018 en battant au 2e tour le tenant du titre et no 4 mondial Karim Abdel Gawad,.

## Palmarès

### Titres
- Open de Charlottesville : 2017
- Championnats d'Europe : 2022
- Championnats de Suisse : 14 titres (2007-2020)[6]
- Championnats d'Europe junior : 2007

### Finales
- Open de Malaisie : 2019
- Open international de squash de Nantes : 2017
- CCI International : 2017
- Grasshopper Cup : 2012